# Juegos en familia
Juegos en familia fue un programa de televisión español, producido por 60dB (anteriormente, en las dos primeras temporadas, por Isla Producciones) y emitido en Boing.
Es uno de los concursos más veteranos de la televisión en Argentina, Turquía, Brasil, Chile y Portugal.

## Historia
Juegos en familia fue un formato que fue adquirido en España en 2011, por Mediaset. Terminó sus emisiones en julio de 2013, tras cerca de dos años de programa, 4 temporadas y 44 capítulos.

## Formato
La mecánica de juegos en familia se basaba en una gran competición de 6 pruebas. En cada una de las pruebas las dos familias luchaban por conseguir una tarjeta del Monopoly que al final del programa canjeaban por regalos. 
En la primera prueba, ambas familias ganaban, una tarjeta, (para que ninguna familia se fuese, con las manos vacías), en las 5 pruebas restantes tenían que competir por ella. Las pruebas en las que las familias luchaban son juegos de mesa gigantes:
- Operación: Las 2 familias tenían que sacar una pieza con una pinza en el cuerpo de Sam. Debían de sacarla con cuidado. Al sacarla, debían de saltar en los tubos rojos o en los amarillos, pasar las casillas rojas o amarillas y colocar la pieza en su sitio. Y así todo el rato.

- Conecta 4: Conecta 4, es el clásico juego de las 4 en rayas, pero el tablero es gigante. Las 2 familias, tenían que marcar con unas pelotas de baloncesto, en uno de los números. Para ganar, tenían que marcar con las pelotas en diagonal, en vertical o horizontal.

- Gestos: En este divertido juego de pensar, el padre y los hijos debían de realizar el mayor número de gestos para que la madre adivinase la palabra que se escondía antes de que el tiempo se acabase.

- Simon Flash: En este juego, las familias llevaban puestas una fichas gigantes de diferente color puestas en el cuerpo. En cada miembro de la familia: rojo, azul, verde y amarillo. Debían reproducir la secuencia que anteriormente hayan visto rápidamente.

- Cranium: Prueba que consistía en que los pequeños hiciesen una pieza con plastilina y la familia tuviese que adivinar la figura creada.

- El juego de las palabras: En frente de las familias se encontraba, un panel gigante con 25 letras. Las familias se irían turnando para ir formando palabras, saltando encima de las palabras. Si esa palabra, que un miembro, de la familia haya formado y no exista, no vale.

- Juego del piano: En este juego es como si fueras jugar a un piano. Las 2 familias se turnan de menor a mayor. El objetivo del juego es saltar a la tecla del piano; y deben repetir lo mismo y al llegar deben de añadir otra nueva y así todo el rato. Si pierden el turno, pierden.

- Cabeza papelera: Las familias tenían que encestar pelotas de papel en la papelera que el presentador llevaba en la cabeza. Las que se caían al suelo, no valen.

- Battleship: Consistía en hundir mediante coordenadas la flota de barcos escondidos.

- Los niños del saco: Los niños de la familia se ponían encima de un colchón. Los padres tenían que adivinar la foto que se ocultaba en los sacos verdes.

## Audiencia media de las 4 temporadas
Estas han sido las audiencias de las cuatro temporadas, del programa Juegos en familia
| Edición                              | Fecha                   | Cadena | Espectadores | Share |
| ------------------------------------ | ----------------------- | ------ | ------------ | ----- |
| Juegos en Familia: Primera temporada | 7-10-2011 a 16-12-2011  | Boing  | 279.000      | 1,9%  |
| Juegos en Familia: Segunda temporada | 31-03-2012 a 16-06-2012 | Boing  | 222.000      | 1,5%  |
| Juegos en Familia: Tercera temporada | 22-09-2012 a 15-12-2012 | Boing  | 196.000      | 1,3%  |
| Juegos en Familia: Cuarta temporada  | 29-03-2013 a 08-07-2013 | Boing  | 147.000      | 1,0%  |